# Roc de les Cases

El Roc de les Cases, respecte del terme d'Abella de la Conca

El Roc de les Cases és una formació rocosa situada a 1.641,9 metres d'altitud en el terme d'Abella de la Conca, del Pallars Jussà, a la vall de Carreu.
És a l'extrem oriental de la Serra de l'Andreu, a l'esquerra del barranc dels Cóms de Carreu i a l'est de les Coberterades, al sud-oest de l'Obaga dels Cóms. El Camí de Boumort discorre pel seu vessant meridional: gairebé hi fa la volta per aquell costat.

## Etimologia
Tot i tractar-se d'un topònim transparent, romànic modern de caràcter descriptiu, es desconeix a quines cases es refereix.